# Petrolla
Petrolla è un'area naturale in agro di Montalbano Jonico, in provincia di Matera.

## L'origine del nome
Il nome deriva da un'enorme pietra, uno sperone roccioso che sembra uscire dal terreno argilloso. Il componente primario delle rocce costituenti è il carbonato di calcio, ossia marmo, come i ruderi di una vecchia cava di estrazione testimoniano. Nelle immediate vicinanze spuntano altri massi più piccoli e altri ancora più piccoli sono diffusi sul territorio. La Petrolla, nel gergo locale, è la "pietra": un luogo particolare, che nel vissuto popolare evoca il brigantaggio.

## Storia
Sulla sommità della Petrolla c'è quella che i contadini e i pastori chiamano la "lammia": che significa costruzione con copertura a volta, a differenza dei tuguri della misera gente fatti con copertura di canne. Un'antica leggenda narra che lì si nascondevano i briganti, dopo le scorrerie consumate nel fondovalle, e che lì nascondessero il bottino, coprendolo del cadavere di un compagno assassinato al momento, perché ne custodisse, con il suo spirito senza pace, l'integrità.

### La lammia
È una specie di fortino, che sembra prolungare in altezza la pietra, con un'unica finestra che guarda verso valle. In origine la costruzione doveva essere costituita da più livelli, di cui quello inferiore è sottoposto al piano di campagna della cima. Dal lato posteriore, dalla parte della pietra più accessibile dove gradini scavati nel vivo del calcare portano alla sommità, esiste un'altra costruzione, forse anch'essa in origine sviluppata in altezza ma di cui oggi rimane solo una specie di ipogeo. Un pozzo, da sempre punto di sosta obbligata lungo un antico percorso, è situato proprio sotto la verticale dello strapiombo.

## La natura
La Petrolla si erge a dominare il terreno circostante, dove prevale la macchia mediterranea, densa di effluvi resinosi,  il lentisco, la mortella, mentre tra i sassi spuntano il cardo selvatico e la scalera.
Anticamente erano comuni il cinghiale, come il lupo e il cervo.
I costoni verso valle, sono meta ideale dei tordi e più sotto sverna la beccaccia, mentre nelle distese seminative nidifica il calandro.
La Petrolla, nel suo essere una specie di castello costruito dalla natura, sembra dialogare con quelli veri costruiti dall'uomo che gli stanno di fronte e non è escluso che una volta questo dialogo realmente avvenisse, a mezzo di fuochi o altri segnali, nell'ambito di un sistema di fortificazioni integrato che solo l'abilità e il genio militare del grande Federico II potevano partorire. Verso ovest è il torrione normanno di Craco, a nord il castello svevo di Pisticci, a sud Montalbano e la basilica di Anglona  dove forse sorgeva Pandosia e a est il castello di San Basilio, primo avamposto lungo la via di penetrazione dal mare verso l'interno, che si snodava come dai tempi della colonizzazione greca per mezzo dei fiumi una volta navigabili che scorrono paralleli dagli Appennini allo Jonio. La Petrolla è sullo spartiacque delle due valli, del Cavone e dell'Agri: un punto strategico, ripreso dalla moderna cartografia  a far parte della rete geodetica italiana.